# Apollonia Salbace
Apollonia Salbace (łac. Dioecesis Apolloniensis Salbacensis) – stolica historycznej diecezji w Cesarstwie Rzymskim (prowincja Karia), współcześnie w Turcji. Od 1933 katolickie biskupstwo tytularne.